# Gajwa (métro de Séoul)
Gajwa (hangeul : 가좌 ; hanja : 加佐), est une station de bifurcation de la ligne principale avec la branche Gajwa-Séoul de la ligne Gyeongui-Jungang du métro de Séoul. Elle est située, au 293-64 Namgajwa-dong,, sur le territoire de l'arrondissement Séoul à Séoul en Corée du Sud. 
La gare d'origine est ouverte en 1930, elle devient une station de métro en 2009. La station est desservie par les circulations des rames omnibus et express sur la ligne Gyeongui-Jungang : ligne principale et branche Gajwa-Séoul.

## Situation sur le réseau

Plan du réseau du métro de Séoul (2023)

Établie en surface, Gajwa, est une stationde bifurcation de la ligne principale avec la branche Gajwa-Séoul de la ligne Gyeongui-Jungang du métro de Séoul : 
sur la ligne principale, elle est située entre la station Digital Media City, en direction du terminus ouest Munsan, et la station Université de Hongik, en direction du terminus est Jipyeong.
sur la courte branche, elle est située entre la station Digital Media City, en direction du terminus ouest Munsan, et la station Sinchon, en direction du terminus est Gare de Séoul.